# Demonax humeratus
Demonax humeratus là một loài bọ cánh cứng trong họ Cerambycidae.